# Даныш, Мариан
Мариан Даныш (пол. Marian Danysz; 17 марта 1909, Париж — 9 февраля 1983, Варшава) — польский физик-экспериментатор, специалист по физике атомного ядра и физике элементарных частиц, профессор Варшавского университета, открывший в 1952 году с Ежи Пневским гиперядра.

## Биография
Сын польско-французского физика Яна Казимежа Даныша, который в 1911 году собрал первый бета-спектрометр. Даныш изучал электротехнику в Варшавском политехническом университете и работал в радиологической лаборатории с Людвиком Вертенштейном, одним из первооткрывателей радиоактивных изотопов флюоров. В 1937 году окончил Варшавскую политехнику и начал работать в Государственном институте телекоммуникаций. После окончания Второй мировой войны он продолжил научную деятельность, работая с 1950 по 1952 годы в Ливерпуле и Бристоле, где изучал метод ядерной фотографической эмульсии для изучения элементарных частиц космических лучей, разработанный Сесилом Пауэллом. В 1952 году Даныш, вернувшись в Варшаву, начал сотрудничать с физиком-ядерщиком Ежи Пневским. Оба дополняли друг друга — Даныш был прекрасным организатором, хорошо подготовленным физически и психически для работы; Пневский же был экспериментатором с большим интуитивным и творческим талантом.
В 1961 году Данышу было присвоено звание академика Польской академии наук, в 1977 году — звание доктора honoris causa Варшавского университета, в 1981 году он был избран членом Американского физического общества. На 35-м Съезде польских физиков профессор Анджей Вроблевский из Института экспериментальной физики Варшавского университета, представив на тему «Физика в Польше: вчера, сегодня и завтра», назвал четырёх величайших физиков Польши, повлиявших на развитие мировой науки не меньше, чем открытия Нобелевских лауреатов. Этими физиками были названы Мариан Смолуховский, Мариан Даныш, Ежи Пневский и Кароль Ольшевский.